# Ceratosolen galili
Ceratosolen galili är en stekelart som beskrevs av Wiebes 1964. Ceratosolen galili ingår i släktet Ceratosolen och familjen fikonsteklar. Inga underarter finns listade i Catalogue of Life.